# Tony Duvert
Tony Duvert (* 2. Juli 1945 in  Villeneuve-le-Roi; † Juli 2008 in Thoré-la-Rochette) war ein französischer Schriftsteller. Duvert war ein bekennender Pädophiler und verherrlichte in seinen Werk sexuellen Missbrauch von Kindern.
Duvert erhielt 1973 den Prix Médicis für seinen Roman Paysage de fantaisie (deutsch: Phantastische Landschaft). 2003 wurde die Verfilmung seines Romans L'île atlantique (deutsch: Atlantische Insel) auf dem zweisprachigen Fernsehkanal ARTE gezeigt. Für die Zeitschrift Gai Pied verfasste er zahlreiche Artikel und Kreuzworträtsel.
Tony Duvert wurde am 20. August 2008 tot in seinem Wohnhaus in Thoré-la-Rochette aufgefunden, über einen Monat nach seinem Tod.

## Werke
Romane
- Recidive („Rückfall“), Éditions de Minuit, 1967 und neue Version 1976, ISBN 2-7073-0093-4
- Interdit de séjour („Verbot des Aufenthalts“), Éditions de Minuit, 1969 und neue Version 1971, ISBN 2-7073-0160-4
- Portrait d’homme-couteau, Éditions de Minuit, Paris, 1969 und neue Version 1978, ISBN 2-7073-0193-0
- Le voyageur („Der Fahrgast“), Éditions de Minuit, 1970, ISBN 2-7073-0224-4
- Paysage de fantaisie, Éditions de Minuit, Paris, 1973. Prix Médicis 1973
- Journal d’un innocent („Tagebuch eines Unschuldigen“), Éditions de Minuit, Paris, 1976 ISBN 2-7073-0095-0
- Quand mourut Jonathan, Éditions de Minuit, 1978, ISBN 2-7073-0219-8
  - Als Jonathan starb (Übersetzer: François Pescatore), Verlag Rosa Winkel, 1984, ISBN 3-921495-40-7
  - Als Jonathan starb (Übersetzer: Joachim Bartholomae), Männerschwarm, 2011, ISBN 3-939542-59-8
- L’Île Atlantique („Die atlantische Insel“), Éditions de Minuit, Paris, 1979 ISBN 2-7073-0250-3; Réédition poche 2005, ISBN 2-7073-1933-3; Vorlage zum TV-Film Insel der Diebe (2005)
- Un anneau d’argent à l’oreille, Éditions de Minuit, Paris, 1982, ISBN 2-7073-0606-1

Essays
- Le bon sexe illustré („Das richtige Geschlecht gezeigt“), Éditions de Minuit, Paris, 1973 ISBN 2-7073-0003-9

Poesie
- Die kleineren Besetzungen, Fata Morgana, 1978 (2851941984)